# Brštanica
Brštanica je naseljeno mjesto u općini Neum, Federacija BiH, BiH. Nalazi se na sjeveru općine, te pripada skupini naselja koja se zovu Donje Hrasno.

## Stanovništvo

### Popisi 1971. – 1991.
| Brštanica     |              |              |              |
| godina popisa | 1991.        | 1981.        | 1971.        |
| Hrvati        | 111 (99,11%) | 123 (88,49%) | 249 (96,14%) |
| Muslimani     | 0 (0,00%)    | 4 (2,87%)    | 8 (3,08%)    |
| Srbi          | 0 (0,00%)    | 0 (0,00%)    | 1 (0,38%)    |
| Jugoslaveni   | 0 (0,00%)    | 11 (7,91%)   | 0 (0,00%)    |
| ostali        | 1 (0,89%)    | 1 (0,71%)    | 1 (0,38%)    |
| ukupno        | 112          | 139          | 259          |

### Popis 2013.
| Brštanica          |              |
| godina popisa      | 2013.        |
| Hrvati             | 65 (100,00%) |
| Bošnjaci           | 0            |
| Srbi               | 0            |
| ostali i nepoznato | 0            |
| ukupno             | 65           |

## Znamenitosti
- Nekropola od 74 stećka uz zavjetnu crkvu sv. Ante

## Zanimljivosti
Kroz Brštanicu je prolazila željeznička pruga Gabela – Zelenika. Osim kolodvorske tipske prijemne zgrade, postojalo je pet kolosijeka, od kojih dva slijepa (jedan za snabdijevanje lokomotiva, drugi za robu) te na izlazu prema Hutovu napojnik za lokomotive i kanal za čišćenje lokomotiva. U Hrasnu je postojao kompleks od tri skupljača vode površine 80.000 m2, pripadajućih kanala i cisterne zapremine 7000 m3. Služio je za napajanje parnih lokomotiva vodom, a u to vrijeme bio je najveća građevina od armiranog betona na Balkanu.

## Poznate osobe
- Pero Jurković sveučilišni profesor, bivši guverner HNB-a

## Galerija
- Stećci na groblju u Brštanici
- Nekadašnja željeznička postaja Hrasno
- Jedna od željezničkih vodosprema

## Vanjske poveznice
- Satelitska snimka  Arhivirana inačica izvorne stranice od 15. veljače 2021. (Wayback Machine)